# Walter Janssen
Walter Janssen (7 de febrero de 1887 - 1 de enero de 1976) fue un actor teatral y cinematográfico alemán, a lo largo de cuya carrera entre 1917 y 1970 trabajó en más de 160 producciones.

## Biografía
Su nombre completo era Walter Philipp Janßen, y nació en Krefeld, Alemania. Empezó a actuar en 1906 en Fráncfort del Meno, continuando después en Kassel y en Múnich.  En 1919 trabajó en el Deutsches Theater de Berlín, y actuó en gira en Londres.
Llevó a cabo su primera actuación en la pantalla en 1917. Tras una breve interrupción, retomó el cine en 1919, haciendo el papel del título en Der Tänzer, un film dirigido por Carl Froelich e interpretado por Lil Dagover. Apareció también en Der müde Tod, de Fritz Lang. Desde los años 1920 hasta el final de la Segunda Guerra Mundial, tomó parte en unas noventa películas, debutando como director en 1934. Finalizada la guerra prosiguió con su carrera cinematográfica y teatral. 
En la década de 1960 también trabajó en televisión, y su último papel teatral llegó en 1971 con la obra El jardín de los cerezos, representada en el Deutsches Schauspielhaus de Hamburgo.
Walter Janssen falleció en 1976 en Múnich, Alemania, recibiendo sepultura en Unterschleißheim, población cercana a Múnich.

## Selección de su filmografía

### Actor
| - Die entschleierte Maja, de Ludwig Beck (1917) - Der Tänzer, de Carl Froelich (1919) - Die Verwandlung, de KarlHeinz Martin (1920) - Toteninsel, de Carl Froelich (1921) - Der müde Tod, de Fritz Lang (1921) - Irrende Seelen, de Carl Froelich (1921) - Jenseits des Stromes, de Ludwig Czerny (1922) - Luise Millerin, de Carl Froelich (1922) - Peter der Große, de Dimitri Buchowetzki (1922) - Herzog Ferrantes Ende, de Paul Wegener y (sin acreditar) Rochus Gliese (1922) - Bohème - Künstlerliebe, de Gennaro Righelli (1923) - Die Liebe einer Königin, de Ludwig Wolff (1923) - Karusellen, de Dimitri Buchowetzki (1923) - Schatten der Weltstadt, de Willi Wolff (1925) - Tragödie, de Carl Froelich (1925) - Fräulein Mama, de Géza von Bolváry (1926) - Das Haus der Lüge, de Lupu Pick (1926) - Die tolle Herzogin, de Willi Wolff (1926) - Frauen der Leidenschaft, de Rolf Randolf (1926) - Zopf und Schwert - Eine tolle Prinzessin, de Victor Janson y Rudolf Dworsky (1926) | - Bara en danserska, de Olof Molander (1926) - Zwei Herzen im Dreiviertel-Takt, de Géza von Bolváry (1930) - Nur Du - Die singende Stadt - Das Flötenkonzert von Sans-souci, de Gustav Ucicky (1930) - Kaiserliebchen - Königin einer Nacht - Die Faschingsfee - Jeder fragt nach Erika - Strohwitwer - Das Konzert - Yorck, de Gustav Ucicky (1931) - Um ein bisschen Glück - Der Choral von Leuthen, de Carl Froelich y Arzén von Cserépy (1933) - Maskerade, de Willi Forst (1934) - Der alte und der junge König, de Hans Steinhoff (1935) - Episode, de Walter Reisch (1935) - Liebesleute, de Erich Waschneck (1935) - Fridericus, de Johannes Meyer (1937) - Rote Orchidee, de Nunzio Malasomma (1938) - Ich klage an, de Wolfgang Liebeneiner (1941) |

### Director
- Schön ist es, verliebt zu sein (1934)
- Rosen aus dem Süden (1934)
- Alle Tage ist kein Sonntag (1935)
- Wer wagt - gewinnt (1935)
- Leidenschaft (1940)
- Die Alm an der Grenze (1951)
- Hänsel und Gretel (1954)
- Rotkäppchen (1954)